# Aisselier

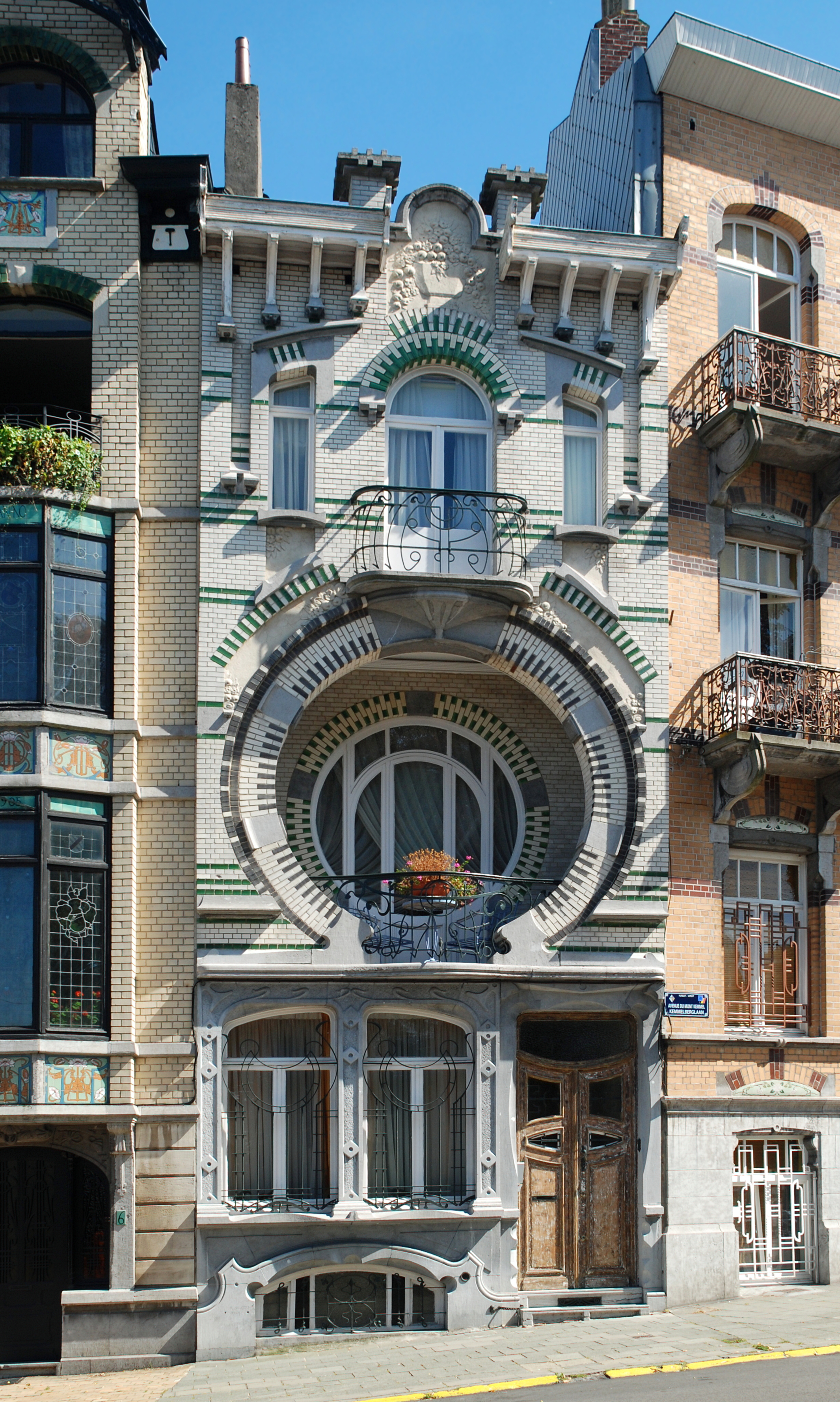
Maison Nelissen : à la base du toit, corniche sur aisseliers étirés de longueur dégressive.

Un aisselier, en charpenterie, désigne une pièce de bois placée suivant un angle d'environ 45° sous l'entrait retroussé d’une ferme de charpente et joignant l'arbalétrier situé sous celle-ci afin de soulager l'assemblage à la jonction des deux pièces.